# المراقب (ذي السفال)

تعديل مصدري - تعديل

المراقب محلة تابعة لقرية المنبل، التابعة لعزلة الدخال بمديرية ذي السفال إحدى مديريات محافظة إب في الجمهورية اليمنية، بلغ تعداد سكانها 132 حسب تعداد اليمن لعام 2004.